# HMCS Wolf
El HMCS Wolf fue un yate armado de la Marina Real Canadiense durante la Segunda Guerra Mundial que prestó servicio en la costa de Columbia Británica en Canadá. Construido en 1915 como el yate Wenowah, con la entrada de Estados Unidos en la Primera Guerra Mundial, el buque pasó a prestar servicio en la Marina de los Estados Unidos como USS Wenonah (SP-165) como buque de patrulla. El buque escoltaba convoyes entre Estados Unidos y Europa y entre Gibraltar y Bizerta, Túnez y Génova (Italia). Después de la guerra, el Wenonah fue cedido al Servicio Geodésico y Costero de los Estados Unidos durante tres años y medio antes de ser vendido a intereses privados en 1928. En propiedad privada, el buque fue rebautizado al menos dos veces, incluyendo Stranger y Blue Water.
Con el inicio de la Segunda Guerra Mundial, la Marina Real Canadiense buscó buques capaces de realizar tareas de patrullaje. Sin embargo, la falta de buques canadienses los llevó a adquirir buques de su vecino del sur. Blue Water fue adquirido en 1940 para prestar servicio en la costa de Columbia Británica y utilizó un buque de patrullaje. Después de la guerra, el barco fue vendido nuevamente a propietarios comerciales y rebautizado como Gulfstream. El Gulfstream naufragó frente al río Powell, Columbia Británica, el 11 de octubre de 1947.

## Hundimiento
El barco fue comprado por Gulf Lines como transbordador costero en 1946. Renombrado Gulfstream, naufragó frente al río Powell, Columbia Británica, Canadá, el 11 de octubre de 1947.